# Magnus Rød
Magnus Abelvik Rød, född 7 juli 1997 i Oslo, är en norsk handbollsspelare, som spelar för Kolstad Håndball och det norska landslaget. Han är vänsterhänt och spelar som högernia.

## Meriter i urval
Med landslag
- VM 2017 i Frankrike:  Silver
- VM 2019 i Danmark och Tyskland:  Silver
- EM 2020 i Sverige/Norge/Österrike:  Brons

Med klubblag
- Tysk mästare 2018 och 2019 med SG Flensburg-Handewitt
- Tysk supercupmästare 2019 med SG Flensburg-Handewitt

Individuella utmärkelser
- Utsedd till bäste unga spelare i världen av webbsidan Handball-planet 2019[2]